# Тим Кринг
Ричард Тимоти „Тим“ Кринг (енгл. Richard Timothy "Tim" Kring; Округ Ел Дорејдо, Калифорнија, САД, 9. јул 1957) је амерички сценариста и телевизијски продуцент. Каријеру је започео током прве половине 1980-их као сценариста ТВ серија „Knight Rider“ и „Misfits of Science“, а наставио ју је 1987. као косценариста филма „Teen Wolf Too“. Године 1999. написао је сценарио за ТВ серију „Strange World“, а од 2001. до 2007. био је сценариста ТВ серије „Crossing Jordan“. Највећи успех је постигао 2006, када је са емитовањем почела његова ТВ серија „Хероји“, чији је и продуцент.